# Wabash (rivier)
De Wabash is een 765 km lange rivier die door de Amerikaanse staten Ohio, Illinois en Indiana stroomt.
De Wabash heeft zijn oorsprong nabij St. Henry in Ohio vlak bij de grens met Indiana en stroomt vervolgens aanvankelijk westwaarts en later in zuidelijke richting naar de rivier de Ohio waar hij een zijrivier van is. Hij vormt een deel van de grens tussen Indiana en Illinois.
De naam Wabash is een verbastering van het Franse Ouabache wat weer afgeleid is van de Indiaanse naam voor de rivier, waapaahšiiki. Zowel de Slag bij de Wabash van 1791 en de Slag van Tippecanoe uit 1811 werden in de nabijheid van de rivier bevochten en worden beide wel de Slag bij de Wabash genoemd.
- Gemeinsame Normdatei: 4395397-9
- Library of Congress Control Number: sh85144491
- National Archives and Records Administration: 10043959
- Nationale Bibliotheek van Tsjechië: ge652169
- Nationale Bibliotheek van Israël: 987007546379905171
- Système universitaire de documentation: 196241162
- Virtual International Authority File: 315526648
- WorldCat: E39PBJjxxFfQpC4bG9rVdPWCcP